# Xã Southwest Marion, Quận Polk, Missouri
Xã Southwest Marion (tiếng Anh: Southwest Marion Township) là một xã thuộc quận Polk, tiểu bang Missouri, Hoa Kỳ. Năm 2010, dân số của xã này là 3.734 người.